# إدنا داو ليتلهيل تشيني
إدنا داو ليتلهيل تشيني (27 يونيو 1824-19 نوفمبر 1904) هي كاتبة ومصلحة وفاعلة خير أميركية.
ولدت إدنا في بيكون هيل، بوسطن في 27 يونيو عام 1824؛ وتلقت تعليمها في مدارس خاصة في بوسطن. وعملت تشيني كسكرتيرة لكلية التصميم للنساء في بوسطن منذ عام 1851 حتى عام 1854. وتزوجت بفنان البورتريه سيث ويلز تشيني في 19 مايو عام 1853. وقد تسببت مشكلاته الصحية بالحد من حجم عمله، وبعد رحلة شتوية إلى الخارج (1854-1855) توفي في عام 1856. وأنجب الزوجان طفلة واحدة اسمها مارغريت.
كرست تشيني حياتها للبحث والعمل الفلسفي والأدبي. وكانت واحدة من الشخصيات البارزة في بوسطن آنذاك، كما في حركات الإصلاح. ولم تفضل إدنا الترويج الشخصي، لكنها لم تتجاهله حيث يمكن لاسمها وكلمتها أن يضيفا وزنًا للدفاع عن قضية عادلة. وأظهرت اهتمامًا كبيرًا بما يتعلق بتعليم وصحة المجتمع. وناصرت مطالب الأمريكيين الأفارقة بالعدالة السياسية والاجتماعية. ودعت إلى التسامح الديني وتحرير المرأة. واهتمت بالقضايا المجتمعية، مثل جمعية مساعدة المعتوقين (أمينة لجنة المساعدة للجماعات الملونة ولجنة المعلمين، 1863)، وجمعية حقوق المرأة في ولاية ماساتشوستس (نائبة الرئيس)، ونادي نيو إنجلاند النسائي (نائبة الرئيس)، ومستشفى نيو إنجلاند للنساء والأطفال (أمينة، 1862). وحاضرت في مدرسة كونكورد للفلسفة عن تاريخ الفن، وكتبت عن الفن في عدة كتب ومقالات. وكانت عضوًا نشطًا في صف المحادثة لمارغريت فولر. توجهت جنوبًا لزيارة مدارس المعتوقين في الأعوام 1866 و1868 و1869. كانت تشيني أحد مؤسسي مستشفى نيو إنجلاند للنساء والأطفال عام 1862، وأمينته لمدة سبعة وعشرين عامًا ورئيسًة له لمدة خمسة عشر عامًا. وكانت تعد من بين قدامى المحاربين في الحركات التقدمية في التعليم والعمل الخيري والإصلاح في القرن التاسع عشر، واصلت حضورها ومساعدتها عبر مستشاريها الحكماء في المجالس التداولية والأنشطة الناشئة في فجر القرن العشرين. وألفت كتاب ذكريات. 
زارت تشيني أوروبا عدة مرات، وحاضرت في مدارس ثانوية غرب نيو إنجلاند في الأعوام 1873 و1875 و1876. وأصبح منزلها في جامايكا بلين موقع عبور لقافلة تراث النساء في بوسطن.

## حياتها المبكرة وتعليمها
ولدت إدنا داو ليتلهيل تشيني في بوسطن في 27 يونيو عام 1824. كانت ابنة سارجنت سميث وإدنا باركر (داو) ليتلهيل، وسميت على اسم والدتها. كان مسقط رأس تشيني في شارع بيلكناب، الآن جوي، على بعد نحو نصف الطريق من بيكون هيل من شارع كامبريدج. وكانت الطفل الثالث لوالديها. وولد بعدها خمسة أطفال، أحدهم أخ صغير؛ لكن أربع فقط، إدنا وثلاث شقيقات، عشن حتى سن الرشد، وإحداهن بقيت مريضة مدى الحياة. عندما كانت إدنا تبلغ من العمر عامين، انتقلت العائلة إلى هايوارد بليس، وبعد ست سنوات استقروا في منزل جديد في شارع بودوين.
اهتم والدا إدنا بتعليمها بشكل كبير. في المدرسة الأولى التي التحقت بها كانت تحت رعاية الأنسة بيمرتون، ابنة ألبرت بيمرتون مؤسس المدرسة، وحصلت على تدريب جيد في القراءة والتهجئة والحساب والقواعد والجغرافيا. والثانية كانت مدرسة رصد بإدارة السيد ويليام ب. فاول، التي درست فيها برفقة أختها الكبرى ماري فرانسيس. وهناك تميزت بمعرفتها بالقواعد، ومهارتها في «التحليل النحوي»، وذاكرتها الحاضرة في الدراسات الأخرى التي تهمها، وإحدى هذه الدراسات اللغة الفرنسية، والتي تعلمتها جيدًا بشكل خاص. انجذبت إلى المدرسة الواقعة في شارع ماونت فيرنون التابعة للسيد جوزيف إتش أبوت، بسبب الآنسة كارولين هيلي، أحد معارفها الجدد. وواصلت التقدم في طرق مختلفة للتعلم بشكل ممتع، في غضون ذلك نجحت في تنمية استقلالية الفكر، إلى أن شعرت بأنها غير منسجمة مع السلطات القائمة، وكانت حريصة على مغادرة مدرسة أبوت، مثلما حرصت على دخولها، لتختتم بذلك رحلتها الدراسية.

## أسلافها
كان والدها تاجرًا في بوسطن لمدة ثلاثين عامًا. كان موطنه الأصلي في غلوستر بولاية ماساتشوستس. ولد عام 1787، وتوفي عام 1851. وهو من الجيل الخامس من مقاطعة إسكس، ماساتشوستس التي أسسها ريتشارد ليتلهيل، الذي أقسم «قسم السيادة والولاء لنيو إنجلاند باسم ماري وجون في لندن، روبرت سايرس، ماستر، ٢٤ مارس عام ١٦٣٣»، وانضم إلى مستعمرة خليج ماساتشوستس في إبسويتش، ماساتشوستس، واستقر في النهاية في هافرهيل، ماساتشوستس، وكان كاتب المدينة لمدة عشرين عامًا، وعمل أيضًا ككاتب للأحكام. وكان ريتشارد ليتلهيل، من غلوستر (جوزيف، إسحاق، ريتشارد)، جد السيدة تشيني، قائد ميليشيا. وتزوج بأرملة تدعى السيدة سارة بايلز إدغار، ابنة النقيب تشارلز بايلز، الذي كان يقود سرية عند حصار لويزبرغ، والذي قاتل أيضًا في كيبك تحت قيادة وولف.
كانت والدة السيدة تشيني، السيدة إدنا ب. ليتلهيل من سكان إيكستر، نيو هامبشير الأصليين، ولدت عام 1799، وتوفيت في بوسطن عام 1876. وهي ابنة جرمايا وإدنا (باركر) داو، وهي من جهة والدها من الجيل السابع من أحفاد توماس داو، أحد المستوطنين الأوائل في نيوبري، ماساتشوستس، الذي عُتق في عام 1642. وخط أسلاف داو هم توماس، ستيفن، ناثانيال، الكابتن جرمايا، جرمايا، إدنا باركر (السيدة ليتلهيل).
انتقل توماس داو من نيوبري إلى هافرهيل، حيث توفي عام 1654. وُلِد ستيفن، ابن توماس وزوجته فيبي، في نيوبري عام 1642. وتزوج ستيفن، المولود في هافرهيل عام 1670، بماري هوتشينز. أما ابنهما ناثانيال، المولود عام 1699، تزوج بماري هندريكس، وعاش في هافرهيل وميثيون، ماساتشوستس، وسالم، نيو هامبشير، التي كانت جزءًا سابقًا من هافرهيل.
الكابتن جرمايا، المولود في هافرهيل، عام 1738، تزوج بليديا كيمبال، من برادفورد، ماساتشوستس، ابنة إسحاق كيمبال، سليل ريتشارد كيمبال، من إبسويتش. توفي الكابتن جرمايا داو في سالم في عام 1826. وورد اسمه في قائمة الثورة في نيو هامبشير تحت تواريخ مختلفة. قاد سرية في فوج المقدم ويلش، الذي سار من سالم، نيو هامبشير، للانضمام إلى الجيش الشمالي في سبتمبر عام 1777. وربما كان جرمايا داو من نيو هامبشير الذي كان نقيبًا في سرية الكابتن مارستون في الرحلة الاستكشافية إلى نقطة التاج في 1762. وسار المتقاعد هـ.باركر إلى كامبريدج، ماساتشوستس بصفته مقاتلًا على أهبة الاستعداد في سرية برادفورد الثانية في إنذار 19 أبريل عام 1775.